# 7099 Feuerbach
A 7099 Feuerbach (ideiglenes jelöléssel 1996 HX25) a Naprendszer kisbolygóövében található aszteroida. Eric Walter Elst fedezte fel 1996. április 20-án.